# Contemplació
La contemplació és l'estat espiritual que apareix en l'ésser humà quan practica el silenci mental. El silenci mental s'aconsegueix amb l'allunyament de pensaments i sensacions. Es pot treballar perquè aparegui mitjançant la meditació o l'oració en silenci. El despreniment de manera material sorgirà com a resultat de la pràctica.
La pràctica es pot acompanyar de lectures que inspirin la persona a continuar en el silenci intern i l'il·lustrin sobre com altres van aconseguir que aquest estat espiritual succeís. Apareix, ja que no la podem provocar voluntàriament, sinó només meditant en silenci sense buscar-ho. La contemplació ha estat practicada des de temps immemorials per la humanitat.
La paraula contemplació deriva del contemplatio llatí, que al seu torn deriva de templum (temple), un lloc reservat per a activitats religioses o espirituals.

## En les diferents cultures
Formes de contemplació diverses les podem trobar en diferents cultures i èpoques de la humanitat, des dels xamans o bruixots de les tribus, fins als temps actuals com els sufís, els monjos tibetans, els mestres zen, els gurus de l'Índia, etc.
Per mostrar la contemplació, primer hem de veure en la nostra ment que no pot tenir interferències de tipus pensament, imaginació, etc. Després simplement contemplar, la meravella de la contemplació sorgeix, apareix en la mateixa contemplació sense donar nom a allò contemplat. Contemplar no té res que l'envolta, res que el rodeja, és la màgia de la pròpia contemplació sense ser màgia. Com a contemplació no necessita res més.

## Contemplació cristiana
Es tracta de fer-se conscient de les realitats sobrenaturals, centrant la ment en Déu.
Els primers graus per arribar a la contemplació es basen en l'ascetisme, en què es domina el cos per il·luminar l'ànima, fent-la més sensible a la Presència Divina. L'últim grau de contemplació es podria definir com a experiència mística, encara que per arribar a aquest estat no cal experimentar èxtasi o levitacions, però pot anar acompanyat d'aquests fenòmens.
L'iniciat ha d'anar evolucionant en la seva capacitat de contemplació a mesura que es va fent més sensible a l'amor transmès per Déu. La intimitat amb Jesucrist fa possible la unió amb el Pare, fent-nos Un amb Ell, a través de l'assistència de l'Esperit Sant. Mitjançant aquesta unió ens vinculem a tot el Cosmos creat.
Els principals mestres contemplatius de l'Església Catòlica es troben en els ordes contemplatius, especialitzats en l'oració. Per arribar a aquest estat mental i espiritual es poden fer servir diferents tipus d'oració, generalment la meditació. Per practicar la contemplació no cal ser clergue o religiós, només cal tenir fe i força de voluntat.
Hi ha una pregària contemplativa per excel·lència, l'ofici diví, en el qual es mediten salms i lectures del Nou Testament i es dirigeixen pregàries o peticions a Déu. És molt útil per dissipar de la ment els pensaments banals, fent del Creador el centre del pensament.
Una lectura recomanada sobre la contemplació cristiana és «El núvol del no-saber», un llibre anònim anglès del segle xiv.